# The Negative One
Singles de Slipknot
Snuff
(2009) The Devil in I (en)
(2014)
The Negative One est une chanson du groupe de heavy metal Slipknot. Publiée le 1er août 2014, il s'agit de l'une de leurs nouvelles chansons depuis le décès de leur bassiste Paul Gray en 2010, et le départ de leur batteur Joey Jordison en 2013. Un clip vidéo de la chanson est initialement publié sur leur site officiel le 5 août 2014, sans la présence des membres du groupe. Le chanteur Corey Taylor explique, lors d'une entrevue avec BBC Radio 1, percevoir la chanson davantage comme « un cadeau pour les fans » qu'un simple single publié sur iTunes et autres sites de ventes.

## Production
Avant la publication du single, le 27 février 2014, les compte sociaux du groupe sont mis hors service sans raison apparente. Quelque temps après, le groupe fait paraître quotidiennement quelques petites bandes-annonces de leur nouvel album.

## Style musical
The Negative One revient vers un son plus agressif et chaotique, similaire à celui de l'album Iowa et de leur premier album homonyme. Il contient des morceaux de contrebasse, des riffs rapides et des hurlements continus et agressifs effectués par Corey Taylor. Le style de batterie de la chanson est comparée à celui de Chris Adler du groupe Lamb of God, menant initialement à penser qu'il est devenu le nouveau batteur de Slipknot, ce que Adler démentira par la suite.

## Classements hebdomadaires
| Classement (2014)                         | Meilleure position |
| ----------------------------------------- | ------------------ |
| Canada (Canadian Singles Chart)           | 70                 |
| Écosse (OCC)                              | 51                 |
| États-Unis (Hot Rock & Alternative Songs) | 21                 |
| États-Unis (Mainstream Rock Tracks chart) | 33                 |
| Royaume-Uni (UK Singles Chart)            | 71                 |
| Royaume-Uni (UK Rock Chart)               | 1                  |

## Accueil
La chanson est nommée pour le Grammy Award dans la catégorie de meilleure performance metal en 2015.